# ジョージ・バンド
ジョージ・クリストファー・バンド（George Christopher Band OBE, 1929年2月2日 - 2011年8月26日）は、イギリスの登山家である。1953年にエドモンド・ヒラリーやテンジン・ノルゲイらがエベレスト初登頂を果たしたイギリス探検隊の最年少メンバーであった。1955年、ジョー・ブラウンとともにカンチェンジュンガへの初登頂を達成した。

## 来歴
台湾で生まれ、モッティンガムのエルサム・カレッジで学んだ。イギリス陸軍王立通信隊で兵役に就き、ケンブリッジ大学クイーンズ・カレッジで地質学を学んだ後、インペリアル・カレッジ・ロンドンで石油工学を学んだ。
クイーンズ・カレッジ在学中にアルプス山脈で登山を始め、1953年にエベレスト初登頂を果たしたイギリス探検隊の最年少メンバーとなった。その2年後、1955年にはジョー・ブラウンとともに世界で3番目の高峰であるカンチェンジュンガに挑み、初登頂を達成した。ネパールやシッキム州の人々の信仰心に敬意を払い、実際の頂上から10フィートほどのところで足を止めたという。
登山家としての成功の後、バンドは石油とガスの探求に人生の大部分を費やした。2005年、76歳のときには、ネパールのカンチェンジュンガの南西のベースキャンプまで足を運んだ。英国山岳会や英国登山評議会の会長を務め、世界中を旅して回った。また『Road to Rakaposhi』などいくつかの著書も残している。ヒマラヤン・トラスト（イギリス）の会長も務め、自然にあふれた環境の中で科学調査を行う青少年のための慈善教育団体である英国探検協会の支援者でもあった。
2009年新年の叙勲で、大英帝国勲章オフィサーを受章した。
2011年8月26日、イングランドのハンプシャーで死去した。82歳没。

## 著書
- 『Road to Rakaposhi』（1955年）ISBN 978-1112879975[2]
- 『Everest: 50 Years on Top of the World』（2003年）ISBN 978-0007147489[2]
- 『Summit: 150 Years of the Alpine Club』（2006年）ISBN 978-0007203642[2]